# Église Saint-Pierre de Vezins
Pour les articles homonymes, voir Église Saint-Pierre.
L'église Saint-Pierre est située dans le bourg de Vezins, dans le diocèse d'Angers et le département de Maine-et-Loire en France.

## Historique
L'idée de construire cette église remonte à janvier 1839. Le maire s'oppose seul à ces travaux. Malgré l'appui de l'évêque d'Angers, une nouvelle proposition est rejetée par le maire en 1841. Fin juillet 1843, Guillaume Angebault vient donner la confirmation dans la vieille église en triste état et trop petite. Le lendemain, il préside une réunion de la fabrique à laquelle le conseil municipal est présent. Personne n'ose s'opposer au chef du diocèse, même pas Pierre Bouchet, le maire récalcitrant jusqu'alors. Tous votent le transfert de l'église à l'emplacement de l'ancien cimetière. Le 17 février 1846, le sous-préfet donne son accord à la construction d'un nouvel édifice. On se servira des matériaux de démolition de l'ancienne église, notamment la charpente ainsi que la flèche du clocher qui restera selon le désir du curé "de même forme et de même dimension". Les fonds sont vite trouvés. Les familles de Vezins et de la marquise de Grignon apportent la moitié de la somme, la fabrique possède un peu d'avance, des dons de matériaux arrivent et pour boucler la dépense, ce sont des fonds secrets qui sont acceptés. L'aide financière promise par le Ministre des Cultes n'a jamais été versée. L'architecte Charles Chesneau réalise les plans, les travaux confiés au maçon local Charrier en 1847. La bénédiction de la première pierre a été consignée dans les registres de la paroisse. Les travaux de construction se poursuivent jusqu'en 1850.
La bénédiction s'est déroulée le 11 novembre 1850. Mais tout n'est pas fini car le clocher surmonté d'une flèche est achevé en 1858, le grand autel offert par Mlle Blourdier en 1862. Un ouragan s'abat sur l'église dans la nuit du 1er au 2 janvier 1879. La flèche renversée défonce une partie de la voûte, broyant bancs et chaises. La flèche est alors remplacée par une poivrière. Les travaux traînent en longueur car ils ne sont toujours pas achevés en 1900. Les sacristies étant trop petites, un projet d'une nouvelle sacristie annexe est envisagé en 1898, dans la petite cour, côté sud, mais il n'aboutit pas.
Le 8 février 1899, le conseil municipal inscrit un crédit spécial à son budget afin d'aider la fabrique pour exécuter les travaux de réparation à l'église et au clocher. Des travaux de chaînage pour empêcher l'écartement des voûtes et aussi pour empêcher les eaux de pénétrer dans les fondations des murs. L'architecte, Auguste Beignet (1837-1924) fait une visite en mai 1899. Il est nécessaire de refaire les gouttières et leurs descentes. L'écoulement au pied des murs s'infiltre dans les fondations, les désagrègent, produisent des tassements compromettant sa solidité. À la suite de la tempête du 1er janvier 1899, des pierres se sont détachées de la corniche en détériorant la toiture des nefs, il faut réparer. En 1900, les peintures réalisées par un artiste qui a laissé sa signature en différents endroits, ont été payées avec les recettes de la Sainte-Enfance. Il est aussi question d'un projet d'annexe de la sacristie qui n'est pas assez grande. Mais rien n'aboutit.
Début décembre 1928, le curé sollicite la commune pour qu'elle fasse installer l'éclairage électrique dans l'église et qu'elle prenne à sa charge une part de la dépense engagée pour les frais d'installation. Le conseil décide de verser une somme pour ces frais.
En 1932, la commune procède à  la réparation complète de la couverture de l'église, surtout sur le chœur et la sacristie. Courant mars 1934, le curé Joseph Giron (1871-1950) fait une demande à la mairie pour changer le carrelage. « Vu la situation financière de la commune, je prends l'engagement de participer à la moitié de la dépense » annonce le curé. Le maire met le sujet à l'étude. Pour l'éclairage, il décide aussi d'installer les lampes demandées afin d'éclairer les bas-côtés, mais la paroisse prendra la moitié de la dépense à sa charge. C'est aussi l'achat d'une pendule électrique.
En mars 1942, il y a urgence à faire réparer les cloches, un emprunt est contracté. Le 26 novembre 1944, le maire annonce : « Deux cloches se sont détachées et sont tombées sur l'un et l'autre des planchers du clocher. À la suite de cet incident, il y a lieu de prendre toutes les dispositions en vue de faire procéder aux réparations urgentes des planchers et la remise en place des cloches... ». Des travaux qui débutent à l'été 1945, les cloches étant montées sur roulement à billes et seront électrifiées entre 1950 et 1960.
La tempête du 12 mars 1966 a endommagé la toiture déjà en mauvais état. L'entreprise Cesbron, de Vezins, s'est chargée des travaux. On change aussi la porte principale d'entrée. Pour répondre aux nouvelles décisions liturgiques, le conseil accepte en juillet 1967 de faire enlever la partie supérieure de l'autel ainsi que la table de communion.
En mai 1971, au cours d'un violent orage, la foudre est tombée sur le clocher, endommageant le système électrique des cloches. Il a donc été nécessaire de remettre en état les parties détériorées par le sinistre. En 1980, l'abbé Marcel Mary (1926-2022), curé de Vezins, lance l'idée de repeindre l'église. Entre 1981 et 1983, durant l'hiver, une équipe de vingtaine de bénévoles s'est chargée de refaire les peintures. Plus de 700 kilogrammes de peinture ont été nécessaires. Les échafaudages provenant de l'entreprise Grelet, de Chemillé (aujourd’hui Chemillé-en-Anjou), ont été mis à la disposition de l'équipe par la municipalité. Chaque fin de semaine, une autre équipe venait faire le ménage afin que les lieux soient propres pour la messe du dimanche, ceci durant plusieurs semaines.

## Description
L'église de style roman pourra contenir 1 200 personnes. La façade principale recevra le clocher de forme octogonale, au-dessus duquel sera placée la flèche en bois de chêne, recouverte en ardoise.

## Liste des curés successifs[6]
- Paul Pinier (1861-1938) du 27 mars 1898 à juillet 1900 ;
- Jean-Marie Audouin (1859-1913) du 30 août 1900 au 20 mai 1913 ;
- Joseph Giron (1871-1950) du 1er juin 1913 au 23 janvier 1950 ;
- Léon Blain (1903-1979) du 1er février 1950 à 1971 ;
- Joseph Ferchaud (1927-2008) de 1971 à 1977 ;
- Marcel Mary (1926-2022) du 5 juillet 1977 à juillet 1988 ;
- Louis Fouchard (1943) de 1988 à 1995 ;
- Louis Traineau (1932-2007) de 1995 au 10 septembre 2007.